# الالا
الالا (به عربی: الالا) یک منطقهٔ مسکونی در سوریه است که در استان حماه واقع شده‌است و ۵۷۱ نفر جمعیت دارد.